# 강남영
강남영(1972년 10월 3일 ~ )은 대한민국의 희극인, 배우, 강사이다.
1988년 안양에 있는 안양예술고등학교에 입학하여 1991년 연극영화과를 졸업했다.
1991년 연극배우로 첫 데뷔하였고 이듬해 1992년 뮤지컬 배우로 데뷔했다. 1994년 3월  SBS 개그맨 공채 3기로 데뷔했으나 규정을 모른 채 이영자, 홍록기, 신동엽, 전유성 등이 속한 매니지먼트사(SM)와 전속계약을 맺어 SBS 활동정지가 되어 현대케이블TV,
```
영화 시사회-각종 기념행사 사회등으로 경험을 쌓고 1999년    KBS 개그콘서트에 오디션을 거쳐 둥지를 틀어
[
1
]
  
KBS 개그맨 11기
 특채되었다.
```

주요 출연 작품으로는 TV프로그램 《기쁜 우리 토요일》, 《코미디 전망대》, 《좋은 친구들》, 《열려라 웃음 천국》, 《웃으며 삽시다》, 《개그콘서트》, 《뽀뽀뽀》등이 있으며 SBS의 《토요 특집 출발 모닝와이드》에서 10년동안 자칭 대한민국홍보대사로 활동.
라디오 프로그램은 여러 방송 고정패널로 오랫동안 출연하다가 TBS 교통방송의 《정진수, 강남영의 웃으며 갑시다》를 통해 생생한 교통정보와 사연을 재미있게 전해 동시간대 지상파 방송보다 2%가량 청취율이 높았다.
이후 EBS 어린이 프로그램 모여라 딩동댕, 드라마 미생, 툰드라쇼...,영화 정승필 실종사건,영어완전정복...
광고 동아연필 유노크, 롯데햄 키스틱등등 여러방면에서 다양한 경험을 쌓으며 활동중이다.
유행어로는 '여긴 어디? 난 누구? 나니까~' 등이 있다.